# Yer Blues
Yer Blues è un brano musicale dei Beatles, contenuto nell'album The Beatles (meglio noto come White Album).

## Descrizione

### Origine e storia
L'autore è John Lennon, che scrisse il brano in India nel 1968, ai tempi del corso di meditazione trascendentale del santone Maharishi Mahesh Yogi.
Sorretta da una vena sardonica e beffarda che si alterna a momenti di piena consapevolezza, Yer Blues è lontana dalle innovazioni stilistiche e dalle sofisticate soluzioni sperimentali presenti in brani precedenti come Tomorrow Never Knows e Strawberry Fields Forever. Si tratta infatti di un motivo che si dipana lungo un classico giro armonico blues, e il pezzo si rifà al "blues boom" britannico che negli anni sessanta vide gruppi come i Bluesbreakers di John Mayall, i Chicken Shack, i Savoy Brown e i Fleetwood Mac ispirarsi alla musica nera statunitense per scoprire che la popolarità del blues andava ben al di fuori di una ristretta cerchia elitaria.
Pur partendo dalla descrizione di uno stato d'animo, i versi della canzone tendono verso la parodia del blues bianco britannico più manieristico di quegli anni. Spiegò lo stesso Lennon di avere optato nel titolo, contro il parere di Paul McCartney, per "yer", corruzione di "your" nel linguaggio parlato. Fatto molto insolito per i Beatles, il testo della canzone contiene un riferimento a un personaggio di un'altra canzone e al suo autore, laddove cita il Mr. Jones della famosa Ballad of a Thin Man di Bob Dylan, comparsa sull'album Highway 61 Revisited del 1965.
La canzone era una delle più "sentite" dallo stesso autore – come egli stesso dichiara –, lo dimostra anche il fatto che Lennon scelse Yer Blues come unica canzone originale dei Beatles ritenuta adatta a essere registrata nel 1969 con la Plastic Ono Band nell'album Live Peace in Toronto e ad essere eseguita dal vivo nel video dei Rolling Stones Rock 'n' Roll Circus del 1968, dove il Beatle la eseguì con Mitch Mitchell alla batteria, Keith Richards al basso ed Eric Clapton alla chitarra elettrica, nell'estemporanea band formata per l'occasione, chiamata ironicamente Dirty Mac.
Yer Blues è costruita sul giro armonico del Blues ma è divisa in due parti ritmiche distinte. La prima tipicamente blues, la seconda in stile rock&roll. La parte rock è introdotta dalle parole "Feel so suicidal/Even hate my rock and roll". Ne risulta una struttura quasi didattica che fa capire come il rock si sia sviluppato dal blues con un cambiamento quasi solo ritmico. 

### Registrazione
L'incisione del brano ebbe luogo dal vivo il 13 agosto in una stanza attigua alla sala di controllo dello Studio Due di Abbey Road. Completata con qualche sovraincisione marginale in due sedute successive (una seconda linea vocale di Lennon il giorno seguente e il conteggio iniziale di Ringo il 20 del mese), la registrazione iniziale fu intenzionalmente effettuata a volume molto alto e le due chitarre soliste vennero trattate con pesanti effetti ADT e Leslie. L'urlo dell'ultima strofa fu lanciato in un microfono spento.

## Formazione
The Beatles
- John Lennon - voce raddoppiata, chitarra solista
- Paul McCartney - armonie vocali, basso
- George Harrison - chitarra solista
- Ringo Starr - batteria